# Emil Dick
Karl Emil Dick (* 28. Juli 1866 in Bern; † 5. März 1948 ebenda) war ein Schweizer Ingenieur und Erfinder.
Emil Dick ist insbesondere für seine Erfindungen auf dem Gebiet der elektrischen Eisenbahnbeleuchtung bekannt. Er meldete insgesamt etwa 50 Patente an. Sein Beleuchtungssystem setzte sich durch, es wurde auch in Automobilen und Kraftwerken verwendet. Dick verfasste zahlreiche Aufsätze, u. a. für das Bulletin des Schweizerischen Elektrotechnischen Vereins, heute Bulletin SEV/VSE.